# Noah Sadaoui
Noah Sadaoui (Casablanca, 14 de septiembre de 1993) es un futbolista marroquí que juega en la demarcación de extremo para el FC Goa del Superliga de India.

## Selección nacional
Hizo su debut con la selección de fútbol de Marruecos el 18 de enero de 2021 en un encuentro del Campeonato Africano de Naciones de 2020 contra Togo que finalizó con un resultado de 1-0 a favor del combinado marroquí tras el gol de Yahya Jabrane. Tras cuatro partidos disputados en el Campeonato Africano de Naciones de 2020, ganó el título.

## Clubes
| Club                         | País           | Año       | Partidos | Goles |
| ---------------------------- | -------------- | --------- | -------- | ----- |
| Maccabi Haifa FC             | Israel         | 2013      | 12       | 1     |
| Hapoel Kfar Saba FC (cedido) | Israel         | 2013      | 7        | 0     |
| Hapoel Nazareth Illit        | Israel         | 2013-2014 | 11       | 0     |
| Cape Town Spurs FC           | Sudáfrica      | 2014-2015 | 25       | 6     |
| Miami United FC              | Estados Unidos | 2016      | 15       | 0     |
| RCD España                   | Honduras       | 2016      | 0        | 0     |
| Al-Khaburah Club             | Omán           | 2016-2017 | 11       | 1     |
| Mirbat SC                    | Omán           | 2017-2018 | 0        | 0     |
| ENPPI SC                     | Egipto         | 2018      | 15       | 2     |
| MC Oujda                     | Marruecos      | 2019-2020 | 43       | 12    |
| Raja Casablanca              | Marruecos      | 2020-2021 | 28       | 4     |
| FAR Rabat                    | Marruecos      | 2021-2022 | 17       | 1     |
| FC Goa                       | India          | 2022-     | 20       | 9     |